# Міхіель де Рюйтер
Міхіель де Рюйтер або Міхі́л А́ндріянсзон де Ра́йтер, (нід. Michiel Adriaenszoon de Ruyter, Help:IPA/Dutch: miˈxil ˈaːdrijaːnˌsoːn də ˈrœytər) на прізвисько «Дідусь»; 24 березня 1607 — 29 квітня 1676) — видатний голландський адмірал, герцог.

## Життєпис

### Молоді роки
Народився у м. Флісінген (Зеландія, Нідерланди) у бідній родині Адріана Мікельзуна та Агди Янсдотер. Пізніше взяв собі прізвище Рюйтер. Місце народження обумовило й напрямок діяльності. Зеландія — це здебільшого острови, її мешканці займалися рибальством, каперством. У 1618 році Рюйтер став юнгою на кораблі. Наполегливість, хист до морської справи дозволили йому отримати авторитет й незабаром стати шкіпером. Проте, Рюйтер мав дуже слабку шкільну освіту. У 1635 році став капітаном корабля. Тоді він служив на торговельному флоті, наполегливо навчався, розширював свої знання у морській справі. У 1630—1636 рр. взяв участь в експедиціях Північної Гренландської компанії.
У 1637—1641 роках займався рейдерством біля Дюнкерка, захищав торговельні флотилії Нідерландів проти каперів. У 1641 році став контр-адміралом. Цього ж року Рюйтер взяв участь у війні з Іспанією. Восени — у поході голландського флоту на чолі із адміралом Гізельсом, метою якого було захопити Срібний флот Іспанії, який повертався з Америки. 3 листопада 1642 року відбувся вирішальний бій при Сен-Вісенті. Саме завдяки діям Рюйтера голландський флот було врятовано.
Після цього Рюйтер у 1642—1650 роках успішно діяв проти піратів із Марокко, водив торговельні кораблі до Африки, зокрема у Гвінейську затоку.

### Перша англо-голландська війна
З початком війни у 1652 році Рюйтера призвано на службу. Брав участь в усіх битвах цієї війни під орудою голландського адмірала Мартіна Тромпа та Вітте де Вітта — при Кентіш-нок (8 жовтня 1652 року), банки Оутер Габбард (15 червня 1653 року), Шевінгені (8-10 серпня). При цьому виявив неабиякий хист до військово-морської справи, завжди був дуже активним у бою. Єдиним самостійним боєм, який вів Рюйтер, була битва 26 серпня 1652 року при Плімуті. Маючи 26 кораблів Рюйтер напав на англійського адмірала Г. Ейск'ю, який мав 40 кораблів, й розбив його. 2 березня 1654 року став віце-адміралом.

### Дії до 1665 року
Після закінчення війни з Англією брав участь у поході проти Варварійського берегу, зокрема у блокаді піратської республіки Сале (1655—1656).
Взяв участь у дансько-шведській війні 1658—1660 років. Був старшим флагманом у голландському флоті на чолі із Вассенаером ван Обдамом. Голландській флот було спрямовано на допомогу Данії проти шведського короля Карла X. У 1659 році голландці завдали поразку шведському флоту біля Ангольта. Після повернення ван Обдама до Нідерландів Рюйтер став керувати голландською ескадрою. Він зміг розбити шведські частини на о. Фюнен, захопивши Кієртемюнде. 25 листопада розбив шведського генерала Зальубаха й захопив фортецю Ніборг. Після цього діяв біля Копенгагена, захищаючи місто з моря.
Після закінчення дансько-шведської війни у 1660 році Рюйтер повернувся до Нідерландів. У 1661—1665 році діяв на чолі ескадри у Середземному морі

### Друга англо-голландська війна
Коли розпочалася нова війна з Англією Рюйтер перебував у Середземному морі. Тут він отримав наказ провести купецькі судна до Голландії. Рюйтер зумів обдурити англійський флот, обігнути Шотландію й прибути до Бергена (Норвегія). Тут він залишив торговельний караван, а сам з військовими кораблями попрямував до Нідерландів й 6 серпня прибув до міста Емс. 18 серпня Рюйтер став на чолі флоту, який перед цим зазнав поразки при Лоустофті. Адмірал зумів провести торговельні судна від норвезьких берегів до Голландії.
У боротьбі з Англією Рюйтер обрав вичикувальну тактику. Маючи значно слабкіший флот він не дозволяв себе атакувати у незручний момент. Водночас планував раптово завдати удару по супротивнику. Так Рюйтер блокував річку Темзу від Гарвича до Доунса. Проте внаслідок хвороби серед команд кораблів повернувся до Голландії.
11-14 червня 1666 року відбувся бій у протоці Ла-Манш між Рюйтером та англійськими адміралами Монком та принцом Рупертом. Першого дня співвідношення кораблів було 84 голландських проти 58 англійських, на четвертий день битви співвідношення було 64 голландських кораблі проти 60 англійських. При цьому англійський флот значно переважав флот Рюйтера за кількістю та потужністю гармат. Але Рюйтеру вдалося завдати поразки англійцями, які втратили 20 суден, 5000 вбитих та 3000 полонених, втрати Рюйтера були — 6 кораблів, 2500 вбитих.
4 серпня 1666 року при північному Фореленді відбулася нова битва між флотом Рюйтера та Монка й Руперта. У вирішальний момент більшість голландського флоту втекло. Рюйтер з 20 кораблями був вимушений битися, аби не дати розбити голландський флот. У англійців було 90 кораблів. Бій тривав до 5 серпня. Рюйтер втратив 2 корабля та 1000 моряків, англійці — 1 корабель та 300 осіб. Попри це вже 5 вересня цього ж року Рюйтер вийшов у море з 80 кораблями.
Деякий час Рюйтер знаходився біля голландських берегів, очікуючи гарної нагоди для атаки. Скориставшись тим, що флот Англії внаслідок помилок керівництва виявився розпорошеним, Рюйтер раптово підійшов до англійських берегів й піднявся Темзою 17 червня 1667 року з 84 судами. Він захопив фортецю Ширнес та піднявся до Чатама, винищуючи запаси, арсенали, кораблі. Це викликало неабияку паніку у Лондоні. після цього вмілими діями Рюйтер продовжував блокувати Темзу до Грейвсенда.
Саме успішні дії Рюйтера стали причиною вигідного договору для Нідерландів, який незабаром було укладено з Англією.
Після закінчення війни Рюйтер знову повернувся у комерційний флот, де перебував до початку нової війни з Англією у 1672 році. Перед цим у 1671 році він став адміралом.

### Третя англо-голландська війна
У 1671 році Нідерланди стикнулися із складною ситуацією — проти неї утворилася могутня коаліція Англії, Франції, Мюнстера, Кельна. Рюйтер разом з керівником Нідерландів Яном де Віттом почали готувати флот для боротьби. У розпал цих подій відбувся заколот у республіці — владу на себе перебрав Вільгельм Оранський, а де Вітт загинув. Спочатку до Рюйтера ставилися вороже, з огляду на його товариські стосунки з Яном де Віттом. Проте у 1672 році Рюйтер очолив голландський флот. Вже 7 червня 1672 року він здобув блискучу перемогу над англійським флотом на чолі із принцом Йоркським. Рюйтер мав 61 корабель з 4,5 тисячами гармат й 2100 вояків, принц Йоркський мав 61 корабель з 5,1 тисячами гармат й 33 тисячі вояків. Внаслідок успішних дій голландці втратили два кораблі й 2000 осіб, Англія втратила чотири кораблі та 2500 осіб. Значення цієї перемоги було велике — Рюйтер не дозволив здійснити великий десант на голландське узбережжя.
Після цього Рюйтер на чолі флоту перебував у безпеці на рейдах Шуневельда та Геде. Водночас допоміг прийти великому конвою з Ост-Індії.
Дії було продовжено у 1673 році. Спочатку Рюйтер знову намагався блокувати гирло Темзи, але вже 10 травня вимушений був повернутися до Голландії. 7 червня при Шуневельді англійський флот атакував голландців. Очолював англійців принц Руперт, який мав 90 кораблів, у Рюйтера було 78 кораблів (проте значно слабкіші). Відбувся запеклий бій, але англійці не зуміли розбити флот Нідерландів. Рюйтер не здобув вирішальної перемоги. разом з тим втрати англійців серед команд кораблів були значними (близько 1000 осіб). Й цього разу голландський адмірал не дозволив здійснити десант супротивника.
Після цих подій сторони готувалися до вирішальної битви. Вона відбулася 21 серпня 1673 року біля о. Тексель. Англо-французький флот мав 95 кораблів, у Рюйтера було 70. У жорстокій битві Рюйтер здобув остаточну перемогу. Завдяки цьому голландці здобули панування на морі. Англійці вже не намагалися атакувати голландський флот або здійснювати десант. Незабаром з Англією було укладено мирний договір. Цього ж року Рюйтер отримав найвище звання — лейтенант-генерал-адмірала Голландії та Західної Фрісландії.

### Війна з Францією
Разом з тим тривала війна з Францією. 24 травня 1674 року з 66 кораблями Рюйтер здійснив експедицію у Вест-Індію з метою захоплення о. Мартиніка. Цього разу похід виявився невдалим — забракло військових сил для захоплення французької фортеці Фор-де-Франс, почалися хвороби серед команди. Внаслідок цього Рюйтер повернувся до Нідерландів.
Тоді Іспанія запропонувала об'єднати зусилля проти Франції. Голландцям було обіцяно утримувати за іспанський кошт голландську ескадру для боротьби з французами. Керівництвом Нідерландів було вирішено спрямувати на поміч Іспанії ескадру з 18 кораблів на чолі із Рюйтером, який намагався довести, що з такими силами йому буде важко протидіяти французькому флоту, але його звинуватили у боягузості. Рюйтер вирушив у Середземне море — у вересні 1675 року він прибув до Кадіса, а вже у грудні був біля Сицилії, де з'єднався з іспанським флотом з 24 кораблів. Головним завданням Рюйтера стало не дозволити французам здійснити переправу військ на Сицилію. 8 січня 1676 року відбулася битва між Рюйтером та Дюкеном, який очолював французьку ескадру. Бій був біля о. Стромболі. Голландці втрати близько 80 осіб, французи — більш ніж 400. Проте Рюйтер не зумів розбити французів й завадити переправити війська на Сицилію. Першочергово це було пов'язано з діями керівництва іспанського флоту, яке не зовсім підкорялася наказам Рюйтера й не дотримувалося плана на битву. Разом з тим Іспанія оцінила це як успіх. Рюйтеру надали звання герцога та щорічну пенсію у 2000 гульденів.
22 квітня 1676 року відбулася нова битва при Агості. Рюйтер рішуче атакував супротивника, але не був підтриманий іспанцями. У розпалі бою був смертельно поранений і 29 квітня помер у Сіракузах.
Похований у Новій церкві в Амстердамі.

## Характеристика Рюйтера
Був видатним організатором та новатором у військово-морській справі. Саме йому Нідерланди завдячують створенням регулярного військово-морського флоту.
Основні правила:
- правильно оцінити ворога;
- спільність дій усіх сил;
- зібрати свої сили проти тієї частини супротивника, яка найменше чекає атаки й не має можливість отримати допомогу;
- шукати кінцевої перемоги у ближньому бою.

Він багато уваги приділяв морській розвідці. Були створені спеціальні команди, зі складу флоту виділялися швидкі кораблі для здійснення розвідувальної діяльності.
Вважав необхідним правильно тактично оцінювати момент й діяти відповідно до нього, не зв'язувати себе загальноприйнятними правилами. Водночас суворими заходами зміцнював дисципліну на флоту. При цьому досить гуманно та по-людськи ставився як до офіцерів, так і до моряків. Мав у них велику любов та шану.
Першим поділив голландський флот на авангард, ар'єргард і центр. Використовував уступи в бік супротивника. Наказував чітко триматися цим частинам разом, не створюючи великих інтервалів. Значну увагу приділяв вишколу своїх команд. У мирний час проводив не тільки теоретичні навчання, а й здійснював практичне маневрування. Крім того, розуміючи слабкість голландських кораблів він особливу увагу приділяв підготовці моряків зі стрільби з гармат.
Дуже добре розумів психологію моряків й використовував її для одержання перемоги. Так під час війн з Англією він розміщав на кожному з кораблів деякі групи моряків, які перебували колись у полоні в Англії. Їхні розповіді про жорстоке ставлення англійців до полонених спричиняло бажання усієї команди корабля битися до останнього, щоб не потрапити у полон. Водночас він гарно поводився з полоненими англійцями, тому під час боїв з Рюйтером англійські моряки не боялися голландського полону.
Першим став приділяти увагу санітарному стану команд, питанням гігієни. Для цього на кожному кораблі організував спеціальні служби.
Був гуманною людиною. Під час боїв біля англійського узбережжя забороняв завдавати шкоду цивільним громадянам.

## Родина
Перша дружина — Майке Велдерс
Діти:
- донька (1631)

Друга дружина — Нетли Енгелс, донька бюргера
Діти:
- Адріен (1637-д\н)
- Нетли (1639-д/н)
- Аелкен (1642-д\н)
- Енгел (1649—1683), майбутній віце-адмірал

Третя дружина — Ганна ван Гельдер.